# Gunnlaugr Leifsson
Gunnlaugr Leifsson, o Gunnlaug Leifsson (... – 1218 o 1219), fu un monaco benedettino islandese del monastero di Þingeyrar, nel nord dell'Islanda.

## Biografia
Gunnlaugr compose una biografia in latino di re Óláfr Tryggvason intitolata Óláfs saga Tryggvasonar, ora perduta, che probabilmente era stata un'espansione dell'opera omonima di un altro monaco dello stesso monastero, Oddr Snorrason; Snorri Sturluson utilizzò l'opera di Gunnlaugr nel comporre la sua Heimskringla, e sezioni dell'opera di Gunnlaugr furono incorporate nell'Óláfs saga Tryggvasonar en mesta.
Gunnlaugr scrisse anche una biografia latina del vescovo Jón Ögmundarson; anche quest'opera è perduta, ma biografie in norreno di Jón esistono ancora. Gunnlaugr compose anche la versione originale latina del Þorvalds þáttr víðförla, ma esso sopravvive solo in traduzione norrena. Gunnlaugr fu anche coinvolto nella raccolta dei miracoli di Þorlákr helgi; è noto inoltre che egli scrisse di Sant'Ambrogio, e recenti ricerche indicano che la traduzione norrena della Vita sancti Ambrosii, la Ambrósíus saga, potrebbe essere opera di Gunnlaugr.
Gunnlaugr scrisse infine il poema Merlínússpá, una traduzione norrena della Prophetia Merlini di Goffredo di Monmouth; la capacità di evocare immagini nella traduzione di Gunnlaugr testimonia quanto egli fosse esperto nella poesia scaldica. Il poema è conservato nell'Hauksbók e consiste in un totale di 171 strofe di fornyrðislag.